# 菊乃
菊乃（きくの、1979年9月9日 - ）は、日本の作家、恋愛作家。山形県出身。

## 経歴
平成23年2月17日すばる舎リンケージより「いつの間にか自分に合う人がいつも隣にいるようになる本」を出版。
3月1日重版決定。
学生時代はヒッチハイクと野宿で旅するバックパッカー。
上場企業の某チェーン店に総合職として就職。女性最年少でマネージャー昇格。
28歳までモテ期ゼロだったが、29歳で一念発起してモテ期に突入。
理想の彼氏もできたと本人は語る。
その経緯をブログで公開したところ、大人気。
変わりたい多くの男女の恋愛相談を受けてセミナーやイベントを主催。
その後、多くの声を受けモテ期ゼロでもモテて彼氏が出来る為の書籍「いつの間にか自分に合う人がいつも隣にいるようになる本」を出版。
パピレス恋愛実用部門第1位獲得。

## 著作
単著
- いつの間にか自分に合う人がいつも隣にいるようになる本(すばる舎)
- 非モテの星(すばる舎)
- あなたの「そこ」がもったいない。(すばる舎)
- 7日間でとびきり愛される方法(かんき出版)

監修
- 結婚相談所を徹底比較！おすすめランキング（モテ婚）

- 有名マッチングアプリおすすめ比較ランキング（Appliv出会い）

連載
- 女子SPA！
- 愛カツ

インタビュー
- ネット婚活のNG行動・おすすめアプリは？【アラサー/アラフォー必見】婚活コンサルタント菊乃さんにインタビュー！（婚活ダイヤモンド）